# メー
メソポタミア神話において、メ（シュメール語ラテン文字翻字:me、メー（[mɛ]）もしくはニェー（ñe: [ŋɛ]）と発音）、もしくは パルスー（parşu）（アッカド語）は、神々の基本的な社会的慣行・宗教的習慣・技術・行動規範・文明を形成する人間の条件などに関する基本的な事項が記されているもので、シュメールの人々の間で存在するものと理解されていたものである。それらは、人間と神の間の関係（契約、法）を理解する基本となるものであった。

## 神話論的な起源
メーは、もともとはメソポタミア神話の神エンリルによって集められ、エンキの保護のもとに引き継がれ、エンキによって、彼の守護する町エリドゥをはじめ、ウル、メルーハ（Meluhha）、ディルムンなど、様々なシュメール文明の中心都市に仲介された。
「エンキと世界の秩序」という詩には、いかにしてエンキが様々な技術や自然現象に対してもっている責任範囲を下位の神々に分配するかについて、詳細に記されている。
詩の中の様々な箇所においてメーが称えられているが、それが何なのかは明確に特定されているわけではなく、またメーの司る範囲は、それぞれ別個のものであり、場所別の属性も持つことから、メソポタミア神話のそれぞれの神々のもつ責任範囲とは異なるものでもある。
詩中エンキの自己賛美がひとしきり終わった後の箇所で、彼の娘のイナンナが彼の前に現れ、自分のもつ神としての影響範囲に比して扱いが軽すぎるとの不満を述べた。エンキは、イナンナの怒りを静めるため、彼女が自らのもつ実際の力がいかなるものかに焦点をあて最善の説得を尽くした。
この詩との間に神話の上での直接の関係はないが、「イナンナとエンキ：エリドゥからウルクへの文明の術の移転」という文献にも、メーに関する記述があり、そこでも再びイナンナの不満が主題として扱われている。
イナンナは、ウルクの守護神であり、エンキが守護神となっているエリドゥからメーを持ち帰ることによって、影響力・栄誉を高めることを望んでいた。イナンナは、エリドゥにあるエンキの寺院であるエアプス（E-abzu）を訪れ、イナンナの「天上の舟」の中でエンキが酒の酔いが回ってきたところで、メーを渡すよう頼んだところ、エンキはすぐさま応じた。
イナンナと別れた後、エンキは我に返り、メーがいつも在るところから失われていることに気付き、自分が何をしていたかを知らされると、イナンナからメーを取り返すことを企てた。結局企ては失敗し、イナンナはメーをウルクに持ち帰ることができた、とある。
メーがいかなる形を取るものかは定かではないが、何らかの物理的実体を伴うものと考えられる。「エアプス」の特定の場所に収められていたのみならず、王冠のように被ったり、衣装のように纏ったり、玉座のように坐ったりすることができ、イナンナが「天上の舟」でウルクに到着した後に彼の地の人々に見せることができたからである。楽器のように、物理的な実体であったものもあるが、多くは「籠編み」のような技術であったり、「勝利」のような抽象的概念であったりした。
どのようにメーが保管されたり、扱われたり、見せられたりしたのかは、詩の中で明らかにされていない。また、すべてのメーが良い属性をもっているわけではない。「英雄であること」や「勝利」と並行して、「都市の破壊」、「うそ」、「憎しみ」が見られる。シュメールの人々は、このような悪・罪を人間性のもつ、神聖かつ不可解で、避けがたい運命ととらえており、疑問をさしはさむことはなかったようである。

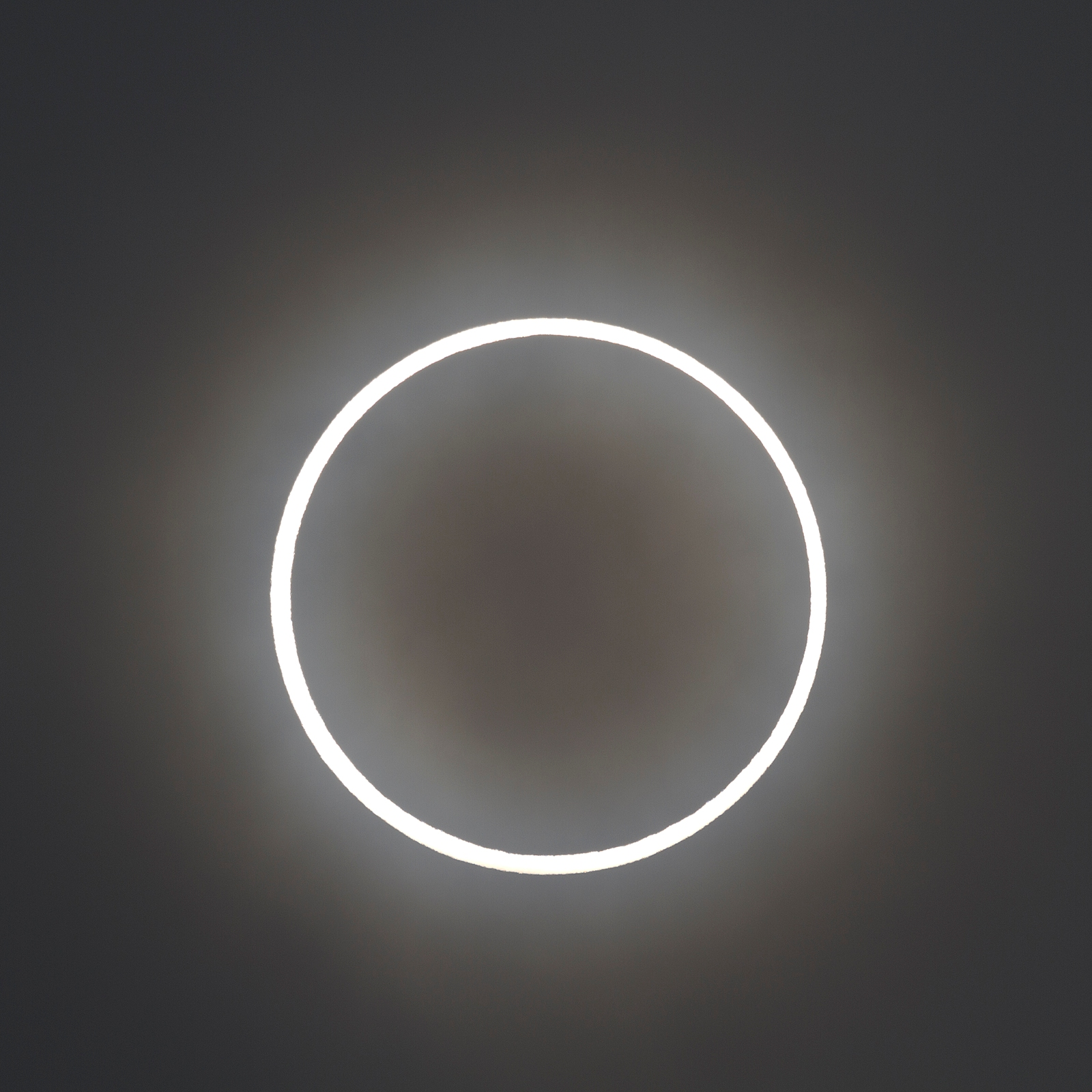
王権の象徴である「メー」。太陽と月が一つになった「金星神＝光明神」のシンボルである「円環」は、王冠として被ったり、光輝として身に纏ったり、玉座（＝宝珠）として座ることができる。メーが舟で運ばれるという逸話も、現実の舟の話ではなく、太陽や月や星などの天体（メーはそのシンボル）が舟で運ばれて移動するという観念は、古代神話では珍しいことではない。

## メーの一覧
後代の神話によると、100以上のメー（の意味の解釈）が登場したものと見られ、4通りのリストが存在するといわれているが、判読できるものは以下のものである。
以下、「メーとは～である」と「～」に当て嵌めて読むとよい。例：「メーとは上位の神である」「メーとは神である」「メーとは王冠である」など。
1. エン（上位の神）
2. 神
3. 称えられた不朽の王冠
4. 王の玉座
5. 称えられた王笏（sceptre）
6. 王のしるし（王権の象徴）
7. 称えられた寺院（神殿）
8. 羊飼い
9. 王
10. 永久の淑女
11. 「聖なる淑女」（聖職）
12. 「イシブ」（聖職）
13. 「ルマー」（聖職）
14. 「グーダ」（聖職）
15. 真理
16. クルへの下降
17. 下界からの上昇
18. 「クルガッラ」（宦官）
19. 「ギルバダラ」（宦官）
20. 「サグルサグ」（宦官）
21. 戦の旗
22. 大洪水
23. 武器
24. 性交渉
25. 売春
26. 法
27. 名誉毀損
28. 芸術
29. 天の内陣
30. 天の神殿娼婦[6]
31. 「グスリム」（楽器）
32. 音楽
33. 年長
34. 英雄
35. 権力
36. 憎しみ
37. 率直さ
38. 都市の破壊
39. 嘆き
40. 心の楽しみ
41. 誤ち
42. 金属加工の術
43. 書記
44. 鍛冶の術
45. 皮なめし職人の術
46. 建築家の術
47. 籠編みの術
48. 知恵
49. おもいやり
50. 聖なるきよめ
51. 恐れ
52. 恐怖
53. 努力
54. 平和
55. 疲労
56. 勝利
57. 助言
58. 悩み
59. 審判
60. 決断
61. 「リリス」（楽器）
62. 「ウブ」（楽器）
63. 「メスィ」（楽器）
64. 「アラ」（楽器）